# Łapy-Dębowina
Łapy-Dębowina – wieś w Polsce położona w województwie podlaskim, w powiecie białostockim, w gminie Łapy.
| SIMC    | Nazwa      | Rodzaj    |
| ------- | ---------- | --------- |
| 0033726 | Piaski     | część wsi |
| 0033732 | Szczypiór  | część wsi |
| 0033749 | Tartak     | część wsi |
| 0033755 | Zagumienie | część wsi |

W latach 1975–1998 miejscowość administracyjnie należała do województwa białostockiego.
Wierni kościoła rzymskokatolickiego należą do parafii św. Apostołów Piotra i Pawła w Łapach.